# Котов, Павел Александрович
Павел Александрович Котов (1900—1966) — советский военный деятель, генерал-майор (1940). Депутат Верховного Совета УССР первого созыва (1938—1947).

## Биография
Родился 1900 года в семье сапожника в Санкт-Петербурге, ныне Россия. В 1918 году после окончания школы начал работать.
Член РКП(б) с 1918 года.
С апреля 1918 года добровольцем ушел в Красную армию. Принимал участие в гражданской войне. В Военно-воздушных силах (ВВС) — с 1927 года. Все время служил на командно-политических должностях.
В середине 1930-х годов командовал группой легких бомбардировщиков Р-Z, был начальником штаба авиационной группы.
С ноября 1936 по 1937 год участвовал в гражданской войне в Испании в качестве советника при штабе республиканской авиации. Имел псевдоним «Пабло Боскович».
После возвращения из Испании продолжал служить в ВВС. 13 октября 1937 года присвоено воинское звание комбриг.
В 1938 году был заместителем командующего ВВС Киевского военного округа.
26 июня 1938 года избран депутатом Верховного Совета УССР первого созыва Олевской избирательном округе № 23 Житомирской области.
4 июня 1940 года присвоено воинское звание генерал-майор.
Занимал должности помощника начальника ВВС РККА по кадрам (начальника Управления кадров ВВС), командующего ВВС Орловского военного округа (до 15 мая 1941 года). Был уволен с должности за недостатки боевой подготовки ВВС округа.
Во время Великой Отечественной войны с 1941 по 1945 год — начальник кафедры оперативно-тактической подготовки Ленинградской Военно-воздушной академии, заместитель начальника академии.
Вышел в отставку в звании генерал-майора авиации. Проживал в Ленинграде (ныне Санкт-Петербург, Россия).
Умер в мае 1966 года.

## Воинские звания
- комбриг (13.10.1937)
- генерал-майор (04.06.1940)

## Награды
- два ордена Ленина (25.05.1936, ?[4])
- четыре ордена Красного Знамени (?, 27.06.1937, ?, ?)
- орден Отечественной войны 2-й степени
- медали, в том числе медаль «XX лет Рабоче-Крестьянской Красной Армии» (1938).